# Germán Barriga
Germán Jorge Barriga Muñoz (Valdivia, 4 de diciembre de 1945-Santiago, 17 de enero de 2005), fue un militar chileno, miembro de la Dirección de Inteligencia Nacional (DINA) y de la Central Nacional de Informaciones (CNI).

## Rol en dictadura
Barriga participó de diversos actos represivos durante la dictadura en Chile, entre ellos secuestros y homicidios en 1974, motivos por los cuales fue procesado el año 2004.